# 資源メジャー一覧
資源メジャー一覧（しげんメジャーいちらん）は、資源の採掘や精製、製品化などの権益を押さえている世界的メジャー（巨大企業）の一覧である。

## 石油
国際石油資本を参照。

## 天然ガス
- ガスプロム（ロシア）

（他、多くのオイルメジャーが天然ガスも兼ねる）

## 鉄鉱石
- ヴァーレ（ブラジル）（旧称リオドセ）
- リオ・ティント（イギリス・オーストラリア）
- BHPグループ（オーストラリア・イギリス）

## 原料炭
- テック・リソーシズ（カナダ）
- グレンコア・エクストラータ（スイス）
- アングロ・アメリカン （南アフリカ共和国・イギリス）
- リオ・ティント（イギリス・オーストラリア）]
- バンプー（タイ）

## 金
- ニューモント・マイニング（アメリカ）
- アングロ・アメリカン（南アフリカ共和国・イギリス）
- バリック・ゴールド（カナダ）
- ゴールドフィールズ（南アフリカ共和国）

## 銅
- コデルコ（チリ）
- フリーポート・マクモラン（アメリカ）
- BHPグループ（イギリス・オーストラリア）
- リオ・ティント（イギリス・オーストラリア）

## ニッケル
- ノリリスク・ニッケル（ロシア）
- インコ（カナダ）（英語版）（2006年ヴァーレによって買収される）
- WMCリソーシズ（オーストラリア）（2005年BHPによって買収される）

## ボーキサイト
- ルサール（ロシア）
- アルコア（アメリカ）
- リオ・ティント（イギリス・オーストラリア）
- BHPグループ（オーストラリア・イギリス）
- 中国アルミニウム（中国）
- （アルキャン（カナダ）2007年リオ・ティントに買収されリオ・ティント・アルキャンになる）

## ダイヤモンド
- リオ・ティント（イギリス・オーストラリア）
- アングロ・アメリカン（南アフリカ共和国、イギリス）
- アルロサ（ロシア）
- （デビアス（南アフリカ共和国、イギリス）2011年アングロ・アメリカンの子会社化）